# Algoritmo evolutivo
Un algoritmo evolutivo è un algoritmo euristico che si ispira al principio di evoluzione degli esseri viventi. Semplificando si può affermare che un algoritmo evolutivo prevede di partire da una soluzione e di farla evolvere con una serie di modifiche casuali fino a giungere ad una soluzione migliore. Concettualmente, un algoritmo evolutivo è molto simile ad un algoritmo genetico ed infatti si differenzia da quest'ultima categoria principalmente per l'assenza del meccanismo di crossover con cui più soluzioni appartenenti ad una popolazione in fase di evoluzione, vengono ricombinate.